# Anna Sofia de Schwarzburg-Rudolstadt
Anna Sofia de Schwarzburg-Rudolstadt (en alemany Anna Sophia von Schwarzburg-Rudolstadt) (Rathsfeld (Alemanya), 9 de setembre de 1700 - Romhild, 11 de desembre de 1780) fou una noble alemanya, filla de Lluís Frederic I (1667-1718) i d'Anna Sofia de Saxònia-Gotha-Altenburg (1670-1728).

## Matrimoni i fills
El 2 de juliol de 1723 es va casar amb el duc Francesc Josies de Saxònia-Coburg-Saalfeld (1697-1764), fill de Joan Ernest IV (1658-1729) i de Carlota Joana de Waldeck-Wildungen (1664-1699). El matrimoni va tenir vuit fills:
- Ernest Frederic (1724-1800), casat amb Sofia Antònia de Brunswick-Wolfenbüttel (1724-1802).
- Joan Guillem (1726-1745)
- Anna Sofia (1727-1728)
- Cristià Francesc (1730-1797)
- Carlota Sofia (1731-1810), casada amb Lluís de Mecklenburg-Schwerin (1725-1778).
- Frederica Magdalena (1733-1734)
- Frederica Carolina (1735-1791), casada amb Cristià II Frederic de Brandenburg-Ansbach (1736-1806).
- Frederic (1737-1815), baró de Rohman, casat amb Teresa Stroffeck.